# La Loma de Falcon (Teksas)
La Loma de Falcon je naseljeno mjesto za statističke potrebe u američkoj saveznoj državi Teksas. Prema popisu stanovništva iz 2010. u njemu je živjelo 95 stanovnika.